# Wemmel
Wemmel è un comune belga di 14 996 abitanti nelle Fiandre (Brabante Fiammingo).